# Andrena bernardina
Andrena bernardina là một loài Hymenoptera trong họ Andrenidae. Loài này được Linsley mô tả khoa học năm 1938.